# سموكو
في اللّغة الإنجليزية الأسترالية والنيوزيلندية وجزر فوكلاند، يُعَدُّ الـ"سموكو" ("smoke-o" or "smoke-oh")(أو "سموك-أو" أو "سموك-وه") استراحة قصيرة غالباً غير رسمية تُؤخذ أثناء العمل أو الخدمة العسكرية، على الرغم من أنّ أيّ استراحة قصيرة مثل الراحة أو استراحة الشاي أو القهوة يمكن أن تُسمَّى "سموكو". بين قصاصي الأغنام في أستراليا، الـ"سموكو" هو استراحة منتصف الصّباح، بين الإفطار والغَداء، يُمكن أن يتمّ فيها تناول وجبة خفيفة.

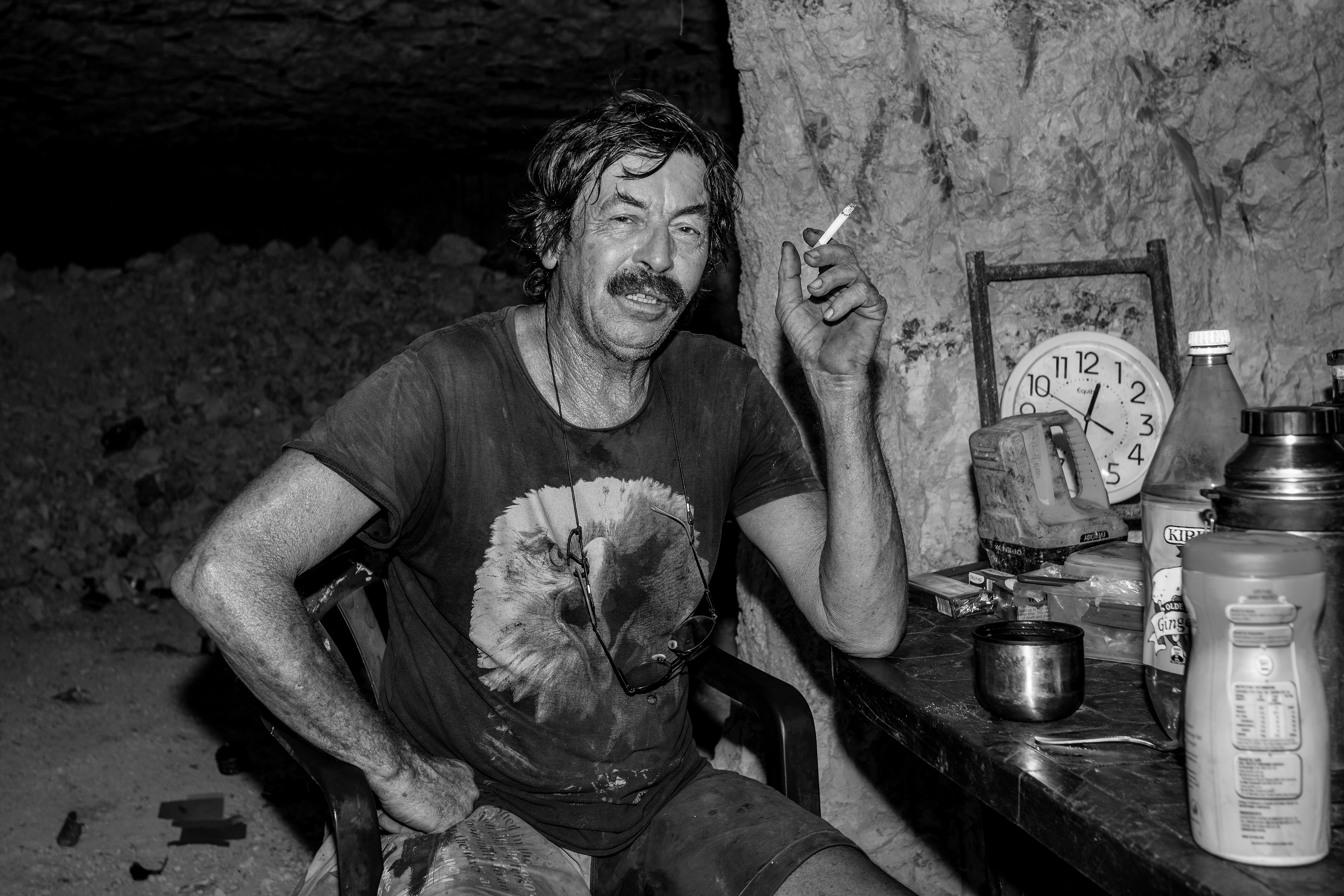
مُنقِبٌ عن الأوبال يأخذ استراحة في لايتنينج ريدج، نيو ساوث ويلز

هناك بلدة في فيكتوريا، أستراليا تسمى "سموكو"، والتي "اكتسبت اسمها في عام 1865 لأن الباحثين عن الذهب كانوا يتوقفون هنا بانتظام للتّدخين والاستراحة في طريقهم ذهابًا وإيابًا من حقول الذهب".

## انتشار المصطلح
يُعتقد أن هذا المصطلح نشأ في البحرية التجارية البريطانية، وكان قيد الاستخدام بالفعل في وقت مبكر منذ عام 1857. ما زالَ المصطلح قيد الاستخدام في البحرية التجارية البريطانية حتى اليوم. يبدو أن تقليد "السموكو" بالمعنى الأسترالي بدأ بين قصّاصي الأغنام في الستينيات من القرن التاسع عشر.
مع أن مصطلح "سموكو" يُعد لغة عامية، إلا أنه قد وَرَد في كتابات حكومية وتقارير العلاقات الصناعية للإشارة إلى استراحة العمل القصيرة. انتشر المصطلح بشكل أوسع في الولايات المتحدة والمملكة المتحدة بعد شهرة أغنية "سموكو" للفرقة الأسترالية "ذا تشاتس".

## السموكو كمؤسسة أسترالية
استراحة "السموكو" في أستراليا أصبحت مؤسسة ترمز إلى ثقافة العمل وحتى إلى حقوق العمال. قامت لجنة العلاقات الصناعية الأسترالية بتحكيم قضايا العمل الصناعي حول حق العمال في استراحة التدخين. ومع ذلك، هناك مخاوف كبيرة من الناحية الصحية والإنتاجية بشأن استراحات التدخين، وأحيانًا يشعر العاملون غير المدخنين بالقلق من أن زملائهم المدخنين يستغرقون وقتًا أطول في الاستراحات. في عام 2006، حظرت وزارة الصناعة والسياحة والموارد الأسترالية "السموكو" في مكاتبها في كانبرا،  مما دفع وزير الصحة آنذاك توني أبوت إلى الإعلان أن "السموكو قد أنتهى". في يناير 2010 أعلنت وزارة الصحة حظرًا على موظفيها أخذ استراحات للتدخين، أو "السموكو".

## انظر المزيد
- استراحة (عمل)
- قيلولة